# 2003 (álbum)
2003 es un álbum de complicación de Dr. Dre de 2002.

## Lista de canciones
1. Listen to The Gang Bang Story"- 4:17 (Dr. Dre)
2. It Ain't Tough"- 6:07 (Arabian Prince)
3. Electro Freestyler"- 4:32 (2 Live Crew)
4. The Fly"- 4:51 (World Class Wreckin' Cru)
5. High As A Mutha Fucca"- 3:14 (Come Deal With Me)
6. Slice"- 3:30 (Dr. Dre & DJ Yella)
7. Sweet Juice"- 4:24 (Rhyme Syndicate)
8. Fast Lane"- 3:35 (World Class Wreckin' Cru)
9. 808 Beats"- 4:18 (The Unknown DJ)
10. Body Rock"- 5:30 (Ice-T)
11. Lovers"- 7:06 (World Class Wreckin' Cru)
12. Loc It Up"- 3:59 (Criminal At Large)
13. Sexy Baby"- 4:18 (Dark Star)
14. Mercedes 'N Ladies"- 4:49 (C. De Chili)
15. Juice"- 4:09 (World Class Wreckin' Cru)
16. Hypergroove"- 3:54 (The Mistress & DJ Madame E)
17. Evon Is On"- 4:49 (Dr. Dre)
18. Boyz-N-The-Hood" (Dr. Dre Remix)- 6:17 (Eazy-E & Dr. Dre)
19. Ya Don't Quit"- 4:24 (Ice-T)
20. Lay Your Body Down"- 3:32 (World Class Wreckin' Cru)
21. Egypt, Egypt"- 4:23 (Egyptian Lover)
22. Funky Chicken"- 3:55 (World Class Wreckin' Cru)

The Coolest"- 5:17 (King Tee) 
1. Gangsta Wages"- 4:49 (Spyder-D)
2. Fat Girl"- 2:47 (Eazy-E & Ron-De-Vu)
3. Dre's Beat"- 3:30
4. Godfather"- 3:19 (MC Deathrow)
5. Revelation"- 5:56 (2 Live Crew)
6. The Planet"- 5:06 (World Class Wreckin' Cru)
7. Professor X"- 4:24 (The X-Ecutioners|X-Men)
8. Out Of K's"- 3:48 (Fila Fresh Crew)
9. Cache"- 3:42 (Dr. Dre)

- Datos: Q6341092